# Kossi Gardner
Kossi Gardner, född 1941 i Nashville, Tennessee, var en amerikansk musiker som spelade orgel och piano. Han har gett ut två album, Organ - Nashville Style (1970) och Kossi Gardner Plays Charlie Pride (1972) samt en singel, Big Daddy. 
Kossi Gardner dog i Guayaquil, Ecuador den 2 oktober 2009.